# Meniskus (anatomie)

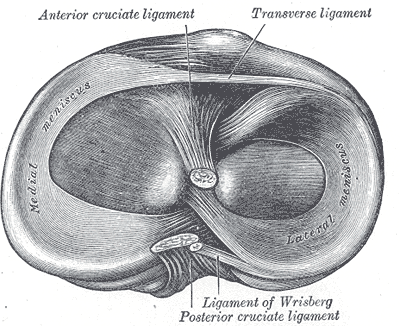
Pravá holenní kost při pohledu shora – detail menisků a vazů

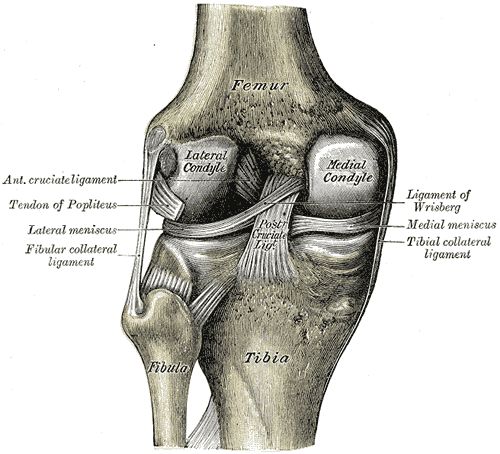
Levý kolenní kloub při pohledu zezadu

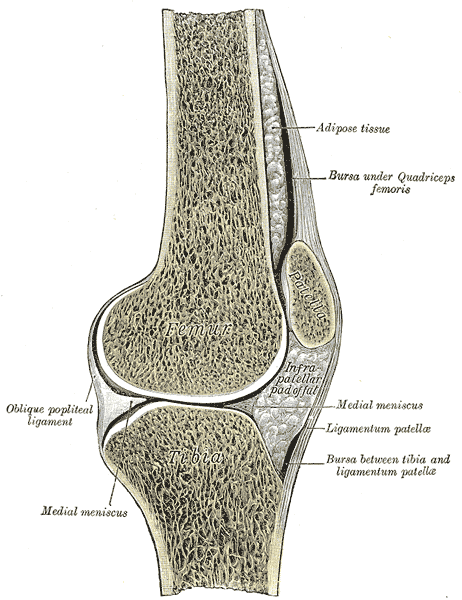
Schema kolenního kloubu – menisky vyplňují nerovnosti mezi kostmi

Meniskus (řec. půlměsíc) je útvar tvořený vazivovou chrupavkou, který se nachází uvnitř kolenního kloubu. Kolenní kloub je složený kloub, kloubí se v něm tři kosti, a navíc je tzv. inkongruentní, styčné plochy stehenní a holenní kosti do sebe nezapadají. Tuto nerovnost vyrovnávají právě menisky, které jsou umístěné v prostoru mezi kostmi a reprezentují většinu kloubní plochy. V každém kolenním kloubu jsou menisky dva, větší mediální (vnitřní, meniscus medialis) a menší laterální (zevní, meniscus lateralis).

## Anatomie
Menisky jsou chrupavčité struktury umístěné uvnitř kolenního kloubu; mediální meniskus má poloměsíčitý tvar a je větší (u člověka), laterální meniskus je skoro kruhový. V příčném řezu mají trojúhelníkovitý tvar, po obvodech jsou ztluštělé a přecházejí do kloubního pouzdra. Vnitřní část je vyhloubená, tenká a volná.
Menisky odpovídají tvaru kostí, mezi které jsou vloženy – v horní části jsou konkávní a odpovídají kondylům stehenní kosti, spodní část je rovná a zapadá mezi kondyly kosti holenní. Oba menisky jsou pevně přirostlé v interkondylární ploše holenní kosti (lat. area intercondylaris) a kromě toho jsou ještě fixované vazy, mediální meniskus je ve své střední části pevně srostlý s částí vnitřního kolaterálního vazu, přední cíp laterálního menisku se upíná v blízkosti předního zkříženého vazu, který do něj někdy vysílá i ojedinělá vlákna. U 70 % lidí je vyvinut meniskofemorální vaz (lat. lig. meniscofemorale), které spojuje zadní roh laterálního menisku s vnitřním kondylem stehenní kosti, oba menisky navzájem bývají spojené nezřetelným transverzálním vazem (lat. lig. transversum genus), který však může chybět. Obecně je mediální meniskus pohyblivý méně než meniskus laterální, proto je při úrazech poškozen mnohem častěji.

## Funkce
Menisky jsou pružné a pevné, dobře tlumí nárazy, přenáší a rozkládají hmotnost těla a brání opotřebení kloubní chrupavky. V plném natažení kloubu je přes 50 % vertikální zátěže přenášeno na menisky, při ohnutí do pravého úhlu kolene (při kleku) je to až 85 %.

## Úrazy
Poranění menisků je jedno z nejčastějších úrazových postižení kolenních kloubů. Vzniká většinou špatně koordinovaným rotačním pohybem v kloubu. Roztržení menisku provází silná bolest, otok a následně omezená pohyblivost v kloubu. Řešení je chirurgické, v minulosti se používala otevřená, většinou totální meniskektomie, tedy odstranění celého menisku, jež však časem vedlo k artróze kloubu. S nástupem artroskopie je možno provádět i šití nebo jen částečné odstranění utržené části menisku.